# Borsányi Attila
Borsányi Attila (1944. október 15. – 1989. december 11. (k. n.)) labdarúgó, középpályás. A sportsajtóban Borsányi II néven volt ismert.

## Pályafutása
1963 és 1965 között az Újpesti Dózsa labdarúgója volt. Az élvonalban 1964. március 15-én mutatkozott be. Tagja volt az 1965-ös bajnoki bronzérmes csapatnak. 1966 és 1968 között a Dunaújvárosi Kohász játékosa volt. 1969-ben a másodosztályú Videoton csapatához szerződött. Meghatározó játékosa volt az első osztályú szereplést kiharcoló csapatnak. Az 1971–72-es idényig volt a székesfehérvári csapat labdarúgója. Az élvonalban összesen 110 mérkőzésen szerepelt és négy gólt szerzett.

## Sikerei, díjai
- Magyar bajnokság
  - 3.: 1965
- Magyar bajnokság – NB I/B
  - bajnok: 1969